# Bisdom Leribe

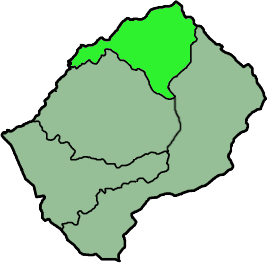
Het bisdom Leribe binnen Lesotho

Het bisdom Leribe (Latijn: Dioecesis Leribensis) is een rooms-katholiek bisdom met als zetel Hlotse (ook wel Leribe-stad), de hoofdstad van het district Leribe in Lesotho. Het bisdom is suffragaan aan het aartsbisdom Maseru

## Geschiedenis
Het bisdom werd opgericht op 11 december 1952, uit het (destijds) bisdom Maseru.

## Parochies
In 2019 telde het bisdom 19 parochies. Het bisdom had in 2019 een oppervlakte van 5.215 km2 en telde 440.206 inwoners waarvan 57,3% rooms-katholiek was.

## Bisschoppen
- Emanuel Mabathoana (11 december 1952 - 3 januari 1961)
- Ignatius Phakoe (3 januari 1961 - 18 juni 1968)
- Paul Khoarai (7 maart 1970 - 30 juni 2009)
- Augustine Tumaole Bane (19 september 2009 - heden)